# Hypanthidioides gracilis
Hypanthidioides gracilis là một loài Hymenoptera trong họ Megachilidae. Loài này được Urban mô tả khoa học lần đầu tiên vào năm 1993.